# Пејтон (Ајова)
Пејтон (енгл. Paton) град је у америчкој савезној држави Ајова. По попису становништва из 2010. у њему је живело 236 становника.

## Демографија
Према попису становништва из 2010. у граду је живело 236 становника, што је -29 (-10.9%) становника више него 2000. године.
| Група             | 2000.       | 2010.       |
| Белци             | 260 (98,1%) | 220 (93,2%) |
| Афроамериканци    | 0 (0,0%)    | 4 (1,7%)    |
| Азијати           | 1 (0,4%)    | 0 (0,0%)    |
| Хиспаноамериканци | 4 (1,5%)    | 7 (3,0%)    |
| Укупно            | 265         | 236         |